# Oscott College
O St Mary's College ou Scott College é um seminário da Igreja Católica Romana da Arquidiocese de Birmingham, Inglaterra, que aceita estudantes para o sacerdócio de várias dioceses da Inglaterra e País de Gales, assim como alguns estudantes de Ultramar. Recentemente foi convertido num centro Diocesano para a formação de candidatos para assumir a função apostólica de diáconos permanentes.
A Instituição foi fundada como faculdade e seminário em Oscott, Great Barr, Birmingham, em 1794, para a formação de sacerdotes e treinamento de sacerdotes para a educação de alunos canditados ao sacerdócio. Em 1838, as instalações foram mudadas para um novo local em Birmingham, que passou a ser conhecido como "New Oscott". O edifício novo foi projetado por Augustus Pugin e Potter de Joseph com um custo de £40,000. A faculdade rapidamente transformou-se no símbolo do renascimento da fé católica na Inglaterra e de grande importância na vida da igreja no século XIX. Em 1889, a faculdade foi fechada, porém reabriu no ano seguinte apenas como seminário.